# Adnet
Adnet è un comune austriaco di 3 515 abitanti nel distretto di Hallein, nel Salisburghese.